# Полена Трокия
По̀лена Тро̀кия (на италиански: Pollena Trocchia) е град и община в Южна Италия, провинция Неапол, регион Кампания. Разположен е на 149 m надморска височина. Населението на общината е 13 646 души (към 2010 г.).
В общинската територия се намира част от вулкана Везувий.